# La fortalesa (pel·lícula de 1969)
La fortalesa (títol original en anglès: Castle Keep) és una pel·lícula bèl·lica estatunidenca, dirigida per Sydney Pollack, estrenada el 1969. Ha estat doblada al català.
El film és una adaptació de la novel·la homònima de William Eastlake.

## Argument
Al mes de desembre de 1944, en la batalla de les Ardenes, una contraofensiva dels alemanys contra les forces aliades, un grup de vuit G.I.s, dirigit pel major borni Falconer es refugia al castell de Malderais, un casalot aïllat del segle x.
El comte Henri Texier i Thérèse, la seva jove esposa que resulta ser igualment la seva neboda, hi viuen sense fills, ja que el comte és impotent, envoltats inestimables obres d'art. El major decideix, malgrat l'oposició del seu segon, el capità Beckman, boig per l'art i especialista de les miniatures en ivori del segle xii, d'instal·lar-se en el lloc i de fer-ne una plaça forta.
A poc a poc, la vida s'organitza. Henri Texier no veu d'un mal ull la relació amorosa de Thérèse amb el major, esperant un embaràs de la seva esposa; un idil·li té lloc entre el sergent Rossi i la fornera del poble, el marit del qual és al front; el soldat Benjamin, el desig del qual és esdevenir escriptor, comença la redacció d'una novel·la mentre els altres membres del grup són clients assidus d'un prostíbul dels voltants.
Per tal de facilitar la seva progressió cap a Bastogne, els alemanys decideixen conquerir Malderais. Massa pocs de cara a la força enemiga desplegada, els G.I.s són davant un cruel dilema: o bé resistir i protegir el castell, o bé abandonar aquest últim i fugir però així permetre als alemanys penetrar fàcilment a la ciutat belga. Decideixen resistir.

## Repartiment
- Burt Lancaster: Major Abraham Falconer
- Patrick O'Neal: Capità Lionel Beckman
- Jean-Pierre Aumont: el comte de Maldorais
- Peter Falk: Sergent Rossi
- Astrid Heeren: Thérèse
- Scott Wilson: Caporal Clearboy
- Tony Bill: Tinent Amberjack
- Al Freeman, Jr.: Soldat Allistair Piersall Benjamin
- James Patterson: Elk
- Bruce Dern: Tinent Billy Byron Bix
- Michael Conrad: Sergent DeVaca
- Olga Bisera: La dona del forner
- Caterina Boratto: La reina roja

## Lloc de rodatge
- Un bosc de l'ex-Iugoslàvia ha servit de marc per al rodatge de la pel·lícula i el castell ha estat construït en aquest país, a Sremska Kamenica. En realitat, el castell de Maldorais mai no ha existit, no més que el poble belga de Ste-Croix.[3]